# Mitte-Fahrwasser-Zeichen

Verschiedene Formen des
Mitte-Fahrwasser-Zeichens

Das Mitte-Fahrwasser-Zeichen (englisch safe water mark; auch Mitte-Fahrwasserzeichen oder Mittefahrwasserzeichen) ist ein Seezeichen, das zur Betonnung von Schifffahrtswegen dient. Es bezeichnet dabei jeweils die Mitte des Fahrwassers. Außerdem bezeichnet es im Gültigkeitsbereich der deutschen Seeschifffahrtsstraßen-Ordnung (SeeSchStrO) als Ansteuerungstonne den seeseitigen Beginn eines Fahrwassers im Sinne der SeeSchStrO.

## Äußeres
Ein Mitte-Fahrwasser-Zeichen kann als Kugel-, Leucht- oder Spierentonne oder als Stange ausgeführt sein. Es ist rot-weiß senkrecht gestreift und kann einen roten Ball als Toppzeichen haben. Die Tonne kann befeuert sein. Die Kennung ist Gleichtakt-, Unterbrechungs- oder Blinklicht-Befeuerung in weißer Farbe.